# Henri Tresca

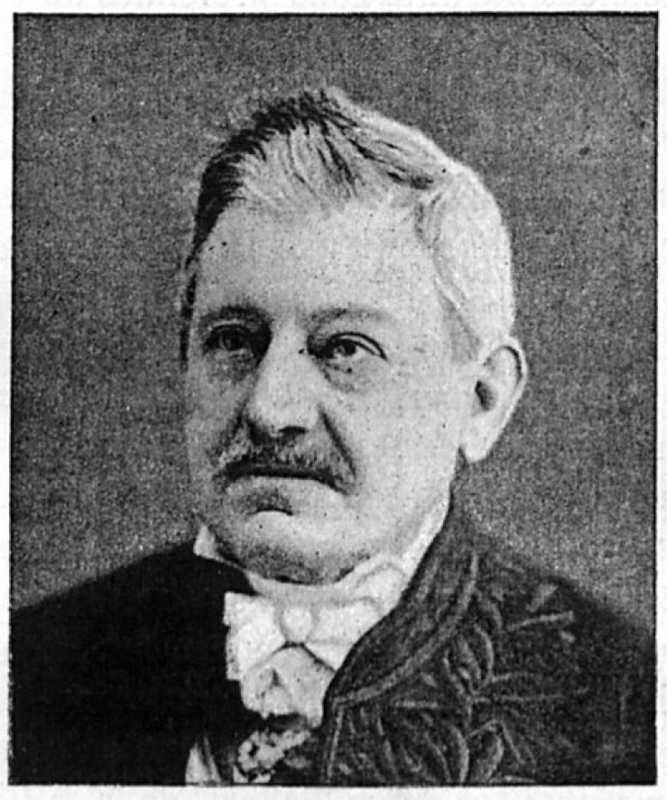
Henri Tresca

Henri Édouard Tresca (12 oktober 1814 Duinkerke – 21 juni 1885 Parijs) was een Franse ingenieur in de mechanica.
Hij bedacht het naar hem genoemde criterium van Tresca, dat uitspraak doet over de weerstand van een materiaal tegen afschuiving. Het criterium doet een uitspraak over de maximale spanning in een materiaal voordat plastische vervorming optreedt.
Tresca was ook degene die de X-vormige doorsnede bedacht voor de toenmalige standaardmeter, die bewaard werd te Sèvres nabij Parijs.
Hij is een van de 72 Fransen wier namen in reliëf op de Eiffeltoren zijn aangebracht.